# Surdej
Surdej er en symbiotisk kultur af mælkesyrebakterier (Lactobacillus spp.) og gærsvampe, der anvendes som hævemiddel ved brødbagning. Brød, der er bagt med surdej, har en særlig smag, som hovedsagelig skyldes den mælkesyre, der dannes af mælkesyrebakterierne.
Balancen mellem de aktive mikroorganismer giver forskellige typer surdej, og det var førhen velkendt, at husmoren på nogle gårde havde opdyrket en surdej, der var bedre end den, de fleste andre havde. Endnu i dag findes der særligt eftertragtede surdeje, som skyldes disses omhu.
Meget af det jern, zink og magnesium, der findes i mel og kerner er bundet af fytin og optages ikke gennem fordøjelsen. I langtidshævet brød og i surdejsbrød aktiveres et enzym der hedder fytase, det nedbryder fytat, således at mere jern, zink og magnesium frigives.
Surdej kan fremstilles ved at blande mel og vand samt eventuelt kærnemælk.
Det skal så stå i nogle dage før det er klar til brug. Normalt fratages der dog i stedet en klump dej ved bagning, der så bruges som surdej ved næste bagning. Surdej er bedst inden for en uge, men kan holdes i live ganske længe ved jævnlig tilsætning af mel og vand.
I Danmark anvendes surdej især til bagning af rugbrød. Surdej kan også anvendes til en kage, benævnt Hermankage, hvor der er tradition for, at surdejen deles.

## Anvendelse af surdej under bagning af rugbrød
I rugbrødsproduktionen er tilsætningen af syre til rugdejen essentiel for dejens bageegenskaber. Som hovedregel skal en dej syrnes såfremt den indeholder mere end 20% rugmel . Surdejen bidrager med konsistens, farve, elasticitet og aroma til brødet, uden at de aktive stoffer skal skrives på ingredienslisten.
Surdejen er en vigtig komponent i rugbrødsproduktionen. Foruden at tilføje aroma og farve reducerer den lave pH α-amylaseaktivitet, og muliggør herved anvendelsen af mel med lavere faldtal end ellers. Samtidig forøges opløseligheden af pentosaner i forhold til brød uden surdej. Den forhøjede vandbindingsevne medfører en forøget stivelsesforklistring, da pentosanernes vandbindingsevne reduceres under bagningen. Det frigivne vand optages herefter af stivelsen der forklistrer. Surdejen er derfor en vigtig konsistensgivende faktor i produktionen af rugbrødsdej.
Sammensætningen og forholdet af de aromagivende stoffer i brødet afhænger primært af surdejen, de vigtigste aromastoffer samt deres aromaer er angivet i tabellen herunder: 
| Aromastof                              | Aroma                         |
| 3-methylbutanal                        | Maltagtig                     |
| (E)-2-nonenal                          | Grønt, fedt                   |
| (E,E)-2,4-decadienal                   | Fedt, voksagtig               |
| Hexanal                                | Frugtagtig, friskklippet græs |
| Eddikesyre                             | Eddike                        |
| Phenylacetaldehyd                      | Sød, honning                  |
| Methional                              | Kogte kartofler               |
| Vanillin                               | Vanilje                       |
| 2,3-butandione                         | Smør                          |
| 3-hydroxy-4,5-dimethyl-2 (5H)-furanone | Krydret                       |
| 2- og 3-methylbutanonsyre              | Ost, sved                     |

Mange af disse smagsstoffer forekommer kun i meget små koncentrationer før de giver afsmag. En god surdej indeholder mikroorganismer der producerer overstående aromastoffer i et forhold der giver en kompleks smag, uden stærke noter. 

### Syregrad og syreenheder
En surdejs ”styrke” angives i syregrad (°S) og doseres afhængigt af opskriften i syreenheder (SE). °S defineres som antal ml 0,1M NaOH der tilsættes 10g prøve der opslæmmes i 100 mL demineraliseret vand til pH = 8,5 og anvendes i stedet for pH, da flere af surdejens organiske syrer fungerer som buffere grundet deres pKa . pKa for de hyppigst forekomne syrer er angivet herunder: 
- Mælkesyre: 3,86 [9]
- Eddike: 4,75 [10]
- Propionsyre: 4,88 [11]
- Citronsyre: 3,13 – 4,76 – 6,39 (trivalent) [9]

En rugdej tilsættes typisk 1.000-1.200 SE pr. kg fuldkornsrugmel, 800 SE pr. kg halvsigtet rugmel, 400-600 SE pr. kg rugsigte og 200 SE pr. kg hvedemel . Jo lavere faldtal desto flere syreenheder tilsættes typisk. 1g mælkesyre svarer til 111,1 SE. 

## Venskabskagen Herman
En kage baseret på en klat surdej har i mange år verseret som kagernes svar på kædebreve. Man modtager klatten og rører noget i, så den gærer til en ny stor dej; deler så videre til andre og bager det, man selv beholder, til en kage. Hermans oprindelse skal være USA, hvor han blev udsendt fra amishfolk som "venskabsbrød".